# Mała Racza (hala)

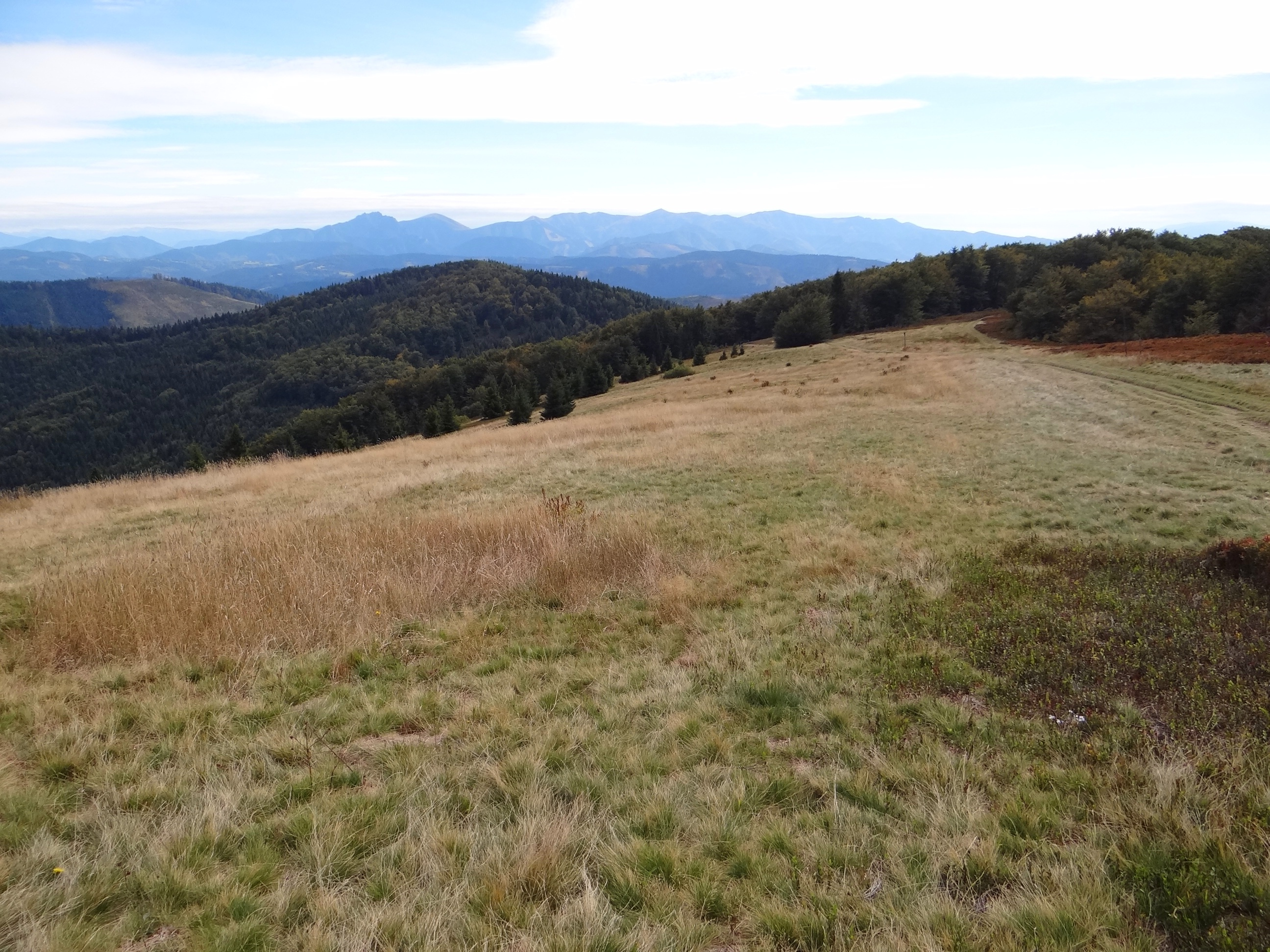
Hala na Małej Raczy

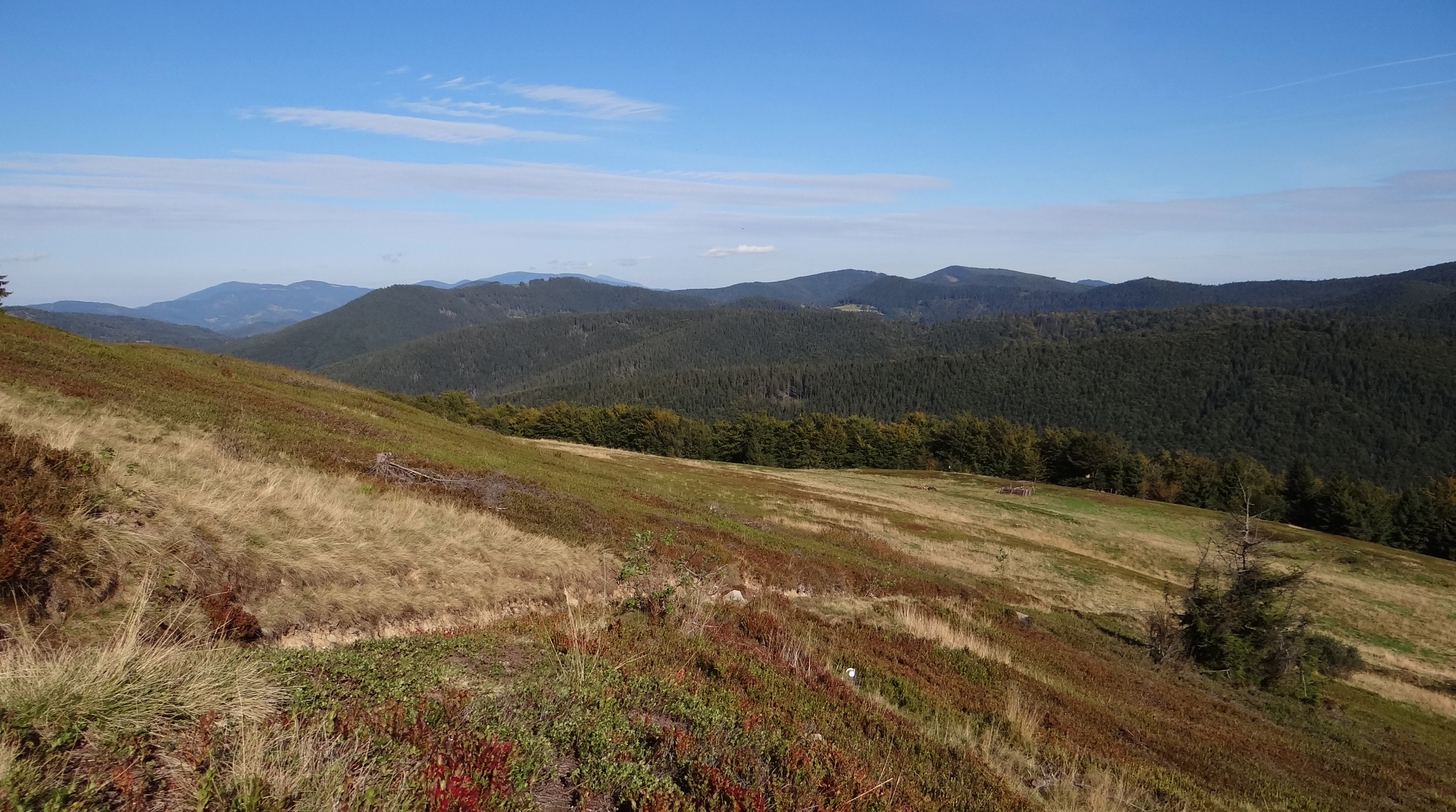

Mała Racza – duża polana na wschodnich stokach Małej Raczy w Beskidzie Żywiecko-Kisuckim. Opada od grzbietu Małej Raczy (1153 m) aż po wysokość około 930 m, do doliny potoku Racza. Dzięki swojej wielkości i położeniu na dość stromym stoku polana ta jest doskonałym punktem widokowym.
Halami dawniej nazywano polany, które nie były koszone, lecz tylko wypasane. Jak większość grzbietowych hal w Beskidzie Żywieckim wytworzona została przez pochodzący z południa Europy pasterski lud Wołochów. Niegdyś Hala na Małej Raczy tętniła życiem pasterskim i stały na niej szałasy. Należała do wielu właścicieli, a jej części miały swoje nazwy: Kosarzyska, Mościska, Śleniodówka. Owiec już tutaj nie wypasa się, pasterstwo bowiem na tak wysoko położonych polanach z ekonomicznych powodów stało się nieopłacalne. Pozostawiona swojemu losowi polana w wyniku naturalnej sukcesji niewątpliwie zarosłaby lasem, w niektórych miejscach, zwłaszcza w dolnej części polany już wyrosły pojedyncze drzewa. Aby temu zapobiec ostatnio podjęto koszenie polany. Z rzadkich w Polsce gatunków roślin na hali tej rośnie dzwonek piłkowany.
Autorzy przewodnika Beskid Żywiecki tak opisują tę halę: „Jest to miejsce szczególnej urody. Pokrytą dorodnymi trawami polanę, wyjątkowo piękną na jesieni, przecina tylko niewyraźna dróżka prowadząca z doliny w kierunku schroniska”.
Hala znajduje się w granicach miejscowości Rycerka Górna w województwie śląskim, w powiecie żywieckim, w gminie Rajcza. W regionalizacji fizycznogeograficznej Polski według Jerzego Kondrackiego Grupa Wielkiej Raczy zaliczana jest do Beskidu Żywieckiego, w nowszej polskiej regionalizacji z 2018 roku do Beskidu Żywiecko-Kisuckiego, na Słowacji do Beskidu Kisuckiego.

## Szlaki turystyczne
Wielka Racza – hala na Małej Raczy – Przełęcz pod Orłem – przełęcz Śrubita – Jaworzyna – Przełęcz Przegibek
  Stará Bystrica – Kýčera – Przełęcz pod Orłem – hala na Małej Raczy – Wielka Racza